# Francesco Antonio Pisicchio
Francesco Antonio Pisicchio – noto anche come Franco – (Melfi, 13 giugno 1970 – Bisceglie, 2 gennaio 1994) è stato un calciatore italiano, di ruolo attaccante.

## Carriera
Inizia nelle giovanili della Forentum Lavello, società attiva a livello giovanile. Nei ruoli di attaccante o di centrocampista offensivo, debutta nel Campionato Interregionale con il Cerignola nel 1987; l'anno successivo viene prelevato dal Bari con cui debutta in Serie B, disputando 8 gare nella stagione 1988-1989 che vede i pugliesi raggiungere la Serie A grazie al secondo posto finale.
Nel 1989-1990 gioca ancora tra i cadetti con la maglia del Cagliari, terminando nuovamente il campionato con la promozione in Serie A; rientrato al Bari, viene girato alla Salernitana dove in 17 partite giocate realizza due reti contro Triestina e Padova nel campionato di Serie B 1990-1991. L'anno successivo viene nuovamente girato dal Bari al Taranto, dove disputa un'altra stagione in Serie B.
Nel settembre 1992 passa al Siena in Serie C1 e nel 1993-1994 disputa la Serie C2 con il Bisceglie.
In carriera totalizza complessivamente 59 presenze e 2 reti in Serie B.
Muore prematuramente a seguito di un tragico incidente stradale avvenuto all'alba del giorno successivo a Capodanno del 1994 mentre rientrava a casa da una discoteca di Bisceglie con altri due amici anch'essi deceduti; la città di Lavello, in cui è cresciuto e ha vissuto con la sua famiglia, gli ha intitolato lo stadio comunale.